# Nadia, Rozdilna
Nadia (în ucraineană Надія) este un sat în comuna Rozdilna din raionul Rozdilna, regiunea Odesa, Ucraina.

## Demografie
Componența lingvistică a localității Nadia
     Ucraineană (86,63%)
     Română (6,95%)
     Rusă (6,42%)
Conform recensământului din 2001, majoritatea populației localității Nadia era vorbitoare de ucraineană (86,63%), existând în minoritate și vorbitori de română (6,95%) și rusă (6,42%).